# Max Kennedy Horton
Sir Max Kennedy Horton, britanski admiral, * 29. november 1883, † 30. julij 1951.
Admiral Horton je bil strokovnjak za boj proti podmornicam. V letih 1937–1938 je bil poveljnik rezervne flote, med drugo svetovno vojno pa poveljnik več mornariških enot.